# Savannah Agger
Savannah Johanna Auror Agger, född 18 mars 1971 i Stockholm, är en svensk tonsättare och musiker. Hon har studerat elektroakustisk komposition vid Kungliga Musikhögskolan i Stockholm, och var drivande samt saxofonist och sångerska i gruppen Urga 1995-2004. Savanna Agger har bland annat komponerat musiken till ett tiotal av Cirkus Cirkörs föreställningar, och till teaterpjäser med Lars Rudolfsson.